# Rio Cimarron (afluente do rio Arkansas)
O rio Cimarron (/ˈsɪmərɒn,_ʔroʊn/) é um afluente do Rio Arkansas que corre pelos estados de Novo México, Colorado, Oklahoma e Kansas, nos Estados Unidos. Tem 1213 km de comprimento e drena uma bacia de 49100 km2.

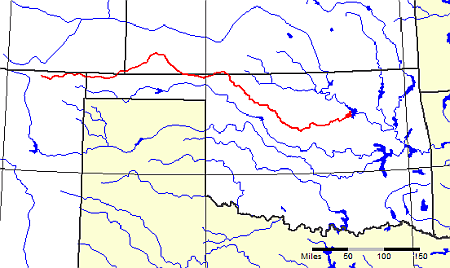
O rio Cimarron River (destacado em vermelho) drena uma grande parte da bacia do rio Arkansas.

Nasce na região da Johnson Mesa a oeste de Folsom no nordeste do Novo México. Grande parte do seu comprimento fica no Oklahoma, onde limita ou atravessa onze condados. Não há grandes cidades no seu percurso. Entra no Oklahoma Panhandle perto de Kenton, atravessa o sudeste do Colorado e entra no Kansas, reentra no Oklahoma Panhandle, reentra no Kansas, e regressa ao Oklahoma terminando por confluir com o rio Arkansas no lago Keystone, uma albufeira a oeste de Tulsa, o seu único represamento. O Cimarron drena uma bacia com cerca de 18,927 milha quadradas (49,02 km2).